# Changhuaiwei
Changhuaiwei (kinesiska: 长淮卫) är en köping i östra Kina. Den ligger i stadsdistriktet Longzihu i staden Bengbu i provinsen Anhui, omkring 120 kilometer norr om provinshuvudstaden Hefei. Antalet invånare är 45095. Befolkningen består av 21 009 kvinnor och 24 086 män. Barn under 15 år utgör 16,0 %, vuxna 15-64 år 74 %, och äldre över 65 år 9,0 %.